# Auguste Couvreur
Pour les articles homonymes, voir Couvreur (patronyme).
Auguste Couvreur, né à Gand le 24 octobre 1827 et mort à Ixelles le 23 avril 1894, est un journaliste, philanthrope et homme politique belge libéral.

## Biographie
Auguste Pierre Louis Couvreur, né le 24 octobre 1827, est le fils de Louis Couvreur, négociant, et de Jeanne Van Maldeghem. Il est fils et petit-fils de filateur gantois. Le 19 mai 1857, il se marie une première fois avec Hélène Corr à Bruxelles et, après le décès de son épouse à Bruxelles le 22 juillet 1880, il se remarie en Angleterre en août 1885 avec Jessie Huybers, femme de lettre originaire de Tasmanie (Australie).
De 1837 à 1844, il étudie à la Realshule d'Elberfeld en Allemagne. De 1844 à 1846, il étudie la philosophie à l'Université de Gand. Il termine ses études au Collège de France et à la Sorbonne. Grâce à sa formation, il connaît bien les langues étrangères ce qui lui ouvrira des portes dans sa carrière future.
Jusqu'en 1849, il assume les fonctions de secrétaire du préfet de l'Hérault. À la suite des troubles politiques en France, il retourne en Belgique où il embrasse une longue carrière journalistique. Il entre au journal L'Indépendance belge en 1854 où il se spécialise dans la politique étrangère. Bien introduit dans les milieux anglais, Auguste Couvreur devient aussi correspondant du Times de Londres à Bruxelles, une fonction reprise à sa mort en 1894 par sa seconde épouse, Jessie Huybers,.
Il est attiré par les sciences sociales, l'économie, la politique et défend ses idées par la plume, le verbe et l'action. Il milite pour le libre-échange au niveau international et la réduction des droits de douane. Il prône un fédéralisme européen garantissant la paix et la limitation des armements sur le continent européen. Il intervient également activement dans diverses associations dans des domaines qui lui tiennent à cœur: le Cobden Club Charity UK à Londres, la Société des sciences sociales et morales, la Société d'archéologie de Bruxelles, la Société nationale de géographie, la Société belge d'études coloniales et le Club alpin belge,.
En vrai philanthrope, il milite pour un enseignement libre, obligatoire, neutre et gratuit, et devient président de la Ligue de l'Enseignement de 1878 à 1880. Il s'intéresse aussi de près à l'enseignement permettant aux jeunes filles d'apprendre un métier. Il devient secrétaire général puis président de l'Association pour l'enseignement professionnel pour jeunes filles. Son action aboutit à l'inauguration en septembre 1888 par la Ville de Bruxelles de l’École professionnelle et ménagère pour jeunes filles. En 1895, elle prend le nom d'École Auguste Couvreur.
Son engagement sociétal l'incite à entrer en politique au sein du Parti libéral. Il est élu député à la Chambre des représentants dès 1864 et le restera jusqu'en 1884. Il deviendra vice-président de la Chambre,,.
De 1872 à 1874 et de 1878 à 1880, il est grand maître du Grand Orient de Belgique, obédience maçonnique créée en février 1833.
Il meurt le 23 avril 1894 d'un cancer à l'estomac.